# Comedian Harmonists

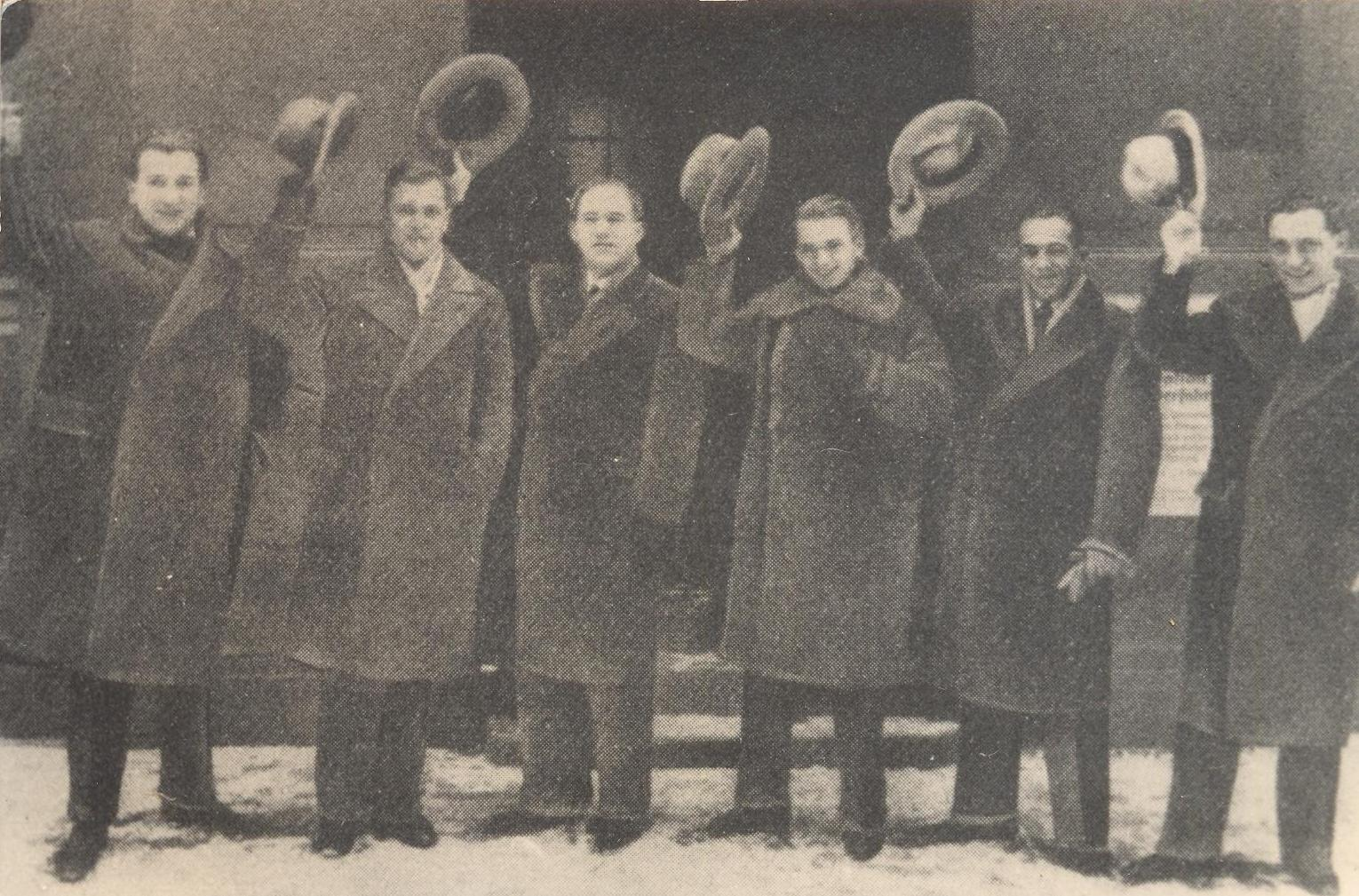
Comedian Harmonists en Berlín en 1928.

Comedian Harmonists fue un grupo vocal alemán que durante los años 1928 y 1934 llegó a convertirse en uno de los grupos musicales más exitosos en Europa antes de la Segunda Guerra Mundial. El grupo estaba integrado por Harry Frommermann (tenor buffo), Asparuh "Ari" Leschnikoff (primer tenor), Erich Collin (segundo tenor), Romano Cycowski (barítono), Robert Biberti (bajo), y Erwin Bootz (piano).
El sello distintivo de los Comedian Harmonists fue la capacidad de sus miembros para combinar sus voces para que los cantantes individuales pudieran aparecer y desaparecer de nuevo en la textura vocal. Su repertorio fue variado, yendo desde canciones folclóricas, piezas clásicas arregladas por Frommermann, hasta canciones populares atractivas e ingeniosas de la época, compuestas por  Peter Igelhoff, Werner Richard Heymann y Paul Abraham.

## Historia
En 1927, actor desempleado Harry Frommermann se inspiró en The Revelers, un popular grupo vocal estadounidense influido por el jazz, para crear un grupo alemán del mismo formato. Según Douglas Friedman, en su libro The Comedian Harmonists (2010), en agosto de 1929 ambos grupos compartieron cartel en la Scala de Berlín y se hicieron buenos amigos. Frommermann realizó audiciones en su piso de Stubenrauchstraße 47 en Berlin-Friedenau y, una vez que el grupo estuvo reunido, comenzaron los ensayos. Después de algunos fracasos iniciales, comenzó el éxito, se hicieron populares en toda Europa, visitaron los Estados Unidos y aparecieron en 21 películas.
Los miembros del grupo eran:
| Ari Leschnikoff   | (1897–1978) | Primer tenor  |
| Erich A. Collin   | (1899–1961) | Segundo tenor |
| Harry Frommermann | (1906–1975) | Tenor buffo   |
| Roman Cycowski    | (1901–1998) | Barítono      |
| Robert Biberti    | (1902–1985) | Bajo          |
| Erwin Bootz       | (1907–1982) | Pianista      |

El éxito del grupo continuó hasta principios de la década de 1930, pero finalmente tuvo problemas con el régimen nazi: tres de los miembros del grupo, Frommermann, Collin y Cycowski, eran judíos o de ascendencia judía, y Bootz se había casado con una mujer judía. Los nazis hicieron cada vez más difícil la vida profesional del grupo, inicialmente prohibiendo piezas de compositores judíos y finalmente prohibiéndoles actuar en público. El último concierto del grupo en Alemania fue en Hannover el 25 de marzo de 1934, luego de lo cual navegaron a los Estados Unidos en el SS Europa y dieron varios conciertos. Sin embargo, temiendo el internamiento si se quedaban en el extranjero, finalmente regresaron a casa en medio de amargas disputas internas.

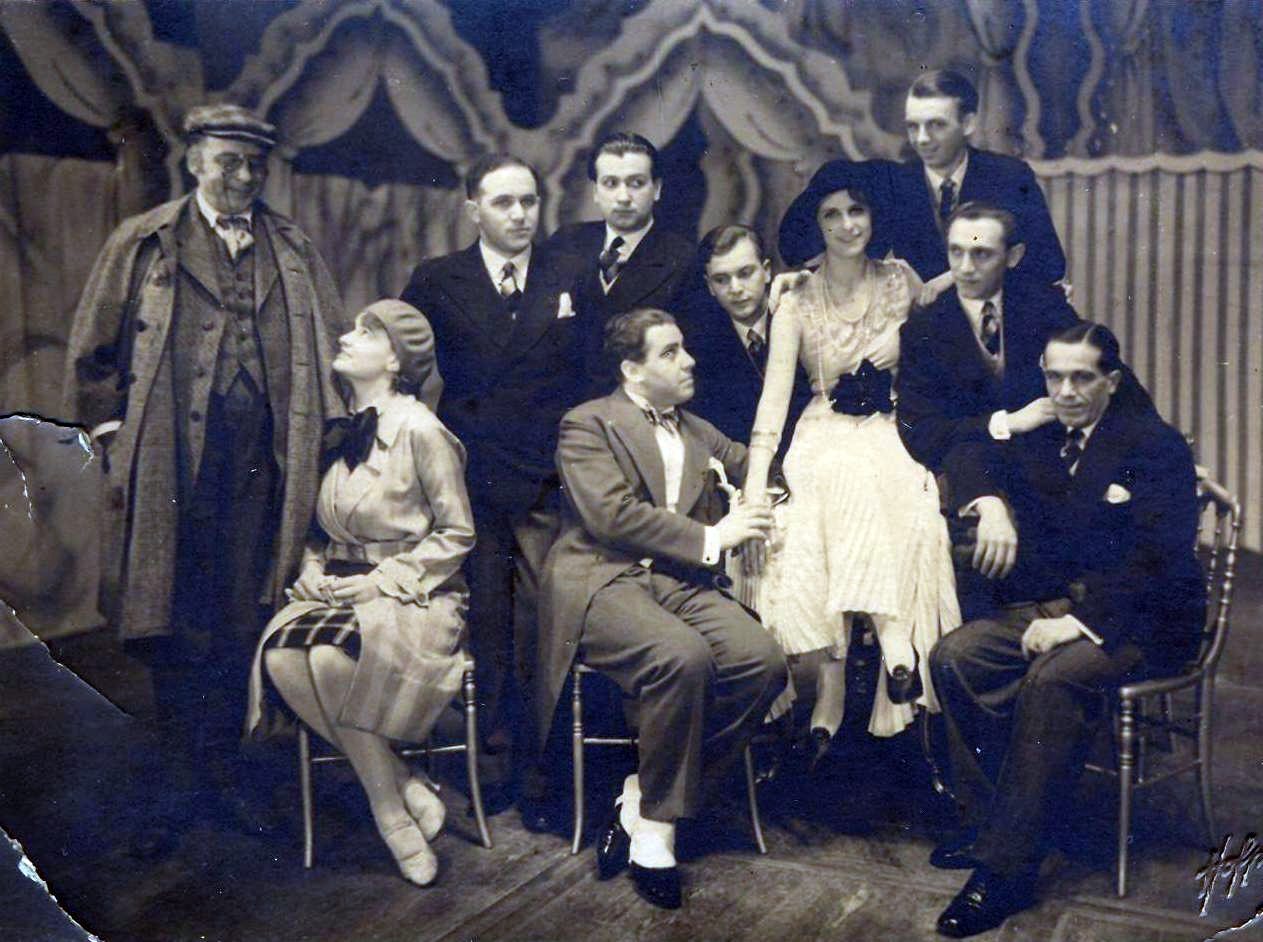

Frommermann, Cycowski y Collin posteriormente huyeron de Alemania y formaron un nuevo grupo, que actuó bajo los nombres de "Comedian Harmonists" y "Comedy Harmonists" con un nuevo pianista, bajo y tenor alto. Los miembros restantes en Alemania también reemplazaron a sus contrapartes en un grupo sucesor llamado "Das Meistersextett" (ya que las autoridades prohibieron el nombre en inglés). Ninguno de los grupos consiguió igualar el éxito de Comediantes Harmonists, con el grupo alemán disminuido por luchas políticas internas y una fuerte censura, así como el reclutamiento de guerra (llamado a filas); el grupo de emigrantes no pudo encontrar trabajo en Estados Unidos debido a la hostilidad hacia los artistas alemanes y no pudo regresar a Austria, donde había disfrutado de un gran éxito durante la década de 1930. El búlgaro Asparuh Leschnikoff (también escrito como Leshnikov) regresó a su patria en 1938 y comenzó una exitosa carrera. En 1941, ambos grupos se habían separado. Aunque todos los miembros sobrevivieron a la guerra, nunca se volvieron a reunir.
El grupo permaneció en gran parte olvidado hasta que el cineasta alemán Eberhard Fechner creó un documental de televisión en blanco y negro de cuatro horas, en el que entrevistó a los miembros supervivientes en 1975, que estaban esparcidos por todo el mundo. El documental se emitió durante dos noches en alemán en 1977 y provocó un resurgimiento del interés en la música de los Comedian Harmonists, y sus discos se lanzaron en vinilo.
Obtuvieron el reconocimiento de la industria musical en 1998, cuándo ganaron el Premio de Echo del Deutsche Phonoakademie.

## Representaciones dramáticas
En 1997, fueron representados en el cine mediante la película estrenada en Estados Unidos como The Harmonists. Los actores sincronizaron los labios en las actuaciones musicales con las grabaciones originales del grupo.
La 1997 película derivó en una obra de teatro musical sobre el grupo, Veronika, der Lenz ist da - Dado Comedian Harmonists, que debutó en el Komödie en Berlín en diciembre 1997. Cuándo esta producción finalizó, los actores formaron un grupo nuevo que llamaron Berlin Comedian Harmonists, interpretando su repertorio.
Harmony, fue estrenado un musical sobre el grupo, con música por Barry Manilow y libro y letras por Bruce Sussman, que debutó en el La Jolla Playhouse en 1997.

## Filmografía seleccionada
- Bombas en Monte Carlo (1931)
- Princess, A Vuestros Órdenes! (1931)

## Discografía
- Ah Maria, Mari
- Ali Baba
- An der schönen blauen Donau ("The Blue Danube")
- Auf dem Heuboden ("In the Hayloft")
- Auf Wiedersehen, My Dear ("See You, My Dear")
- Baby
- Barcarole
- Bin kein Hauptmann, bin kein großes Tier ("I'm No Officer, I'm No Hot Shot")
- Blume von Hawaii ("Flower From Hawaii")
- Creole Love Call by Duke Ellington
- Das ist die Liebe der Matrosen ("That's The Sailors' Love")
- Der Onkel Bumba aus Kalumba tanzt nur Rumba ("Uncle Bumba From Kalumba Only Dances The Rumba")
- Die Dorfmusik ("The Village Music")
- Die Liebe kommt, die Liebe geht ("Love Comes, Love Goes")
- Du bist nicht die erste ("You're Not The First One")
- Ein bißchen Leichtsinn kann nicht schaden ("A Little Carelessness Can't Hurt")
- Ein Freund, ein guter Freund ("A Friend, A Good Friend")
- Ein Lied geht um die Welt ("A Song Goes Around The World")
- Ein neuer Frühling wird in die Heimat kommen ("A New Spring Will Come Home")
- Eine kleine Frühlingsweise ("A Little Spring Melody")
- Einmal schafft's jeder ("Everyone Does It Once")
- Eins, zwei, drei und vier, glücklich bin ich nur mit dir ("One, Two, Three And Four, I'm Only Happy When I'm With You")
- Es führt kein and'rer Weg zur Seligkeit ("There's No Other Way to Bliss")
- Florestan 1, Prince De Monaco ("Florestan The First, Prince Of Monaco")
- Fünf-Uhr-Tee Bei Familie Kraus ("Five-O'-Clock-Tea With The Kraus Family")
- Gitarren, spielt auf ("Guitars, Play")
- Guten Tag, gnädige Frau ("Good Day, Madam")
- Guter Mond, du gehst so stille
- Hallo, was machst Du heut', Daisy? ("Hello, Whatcha Doin' Today, Daisy?" from "You're Driving Me Crazy")
- Ich küsse Ihre Hand, Madam ("I Kiss Your Hand Madam")
- In einem kühlen Grunde ("In A Cool Place")
- Irgendwo auf der Welt ("Somewhere In the World")
- Kannst Du pfeifen, Johanna? ("Can you Whistle, Johanna?")
- Mein kleiner grüner Kaktus ("My Little Green Cactus")
- Ohne Dich (Stormy Weather)
- Puppenhochzeit ("Dolls' Wedding")
- Schlafe, mein Prinzchen, schlaf ein ("Sleep, My little Prince, Go To Sleep")
- Schöne Isabella von Kastilien ("Beautiful Isabel from Castile")
- Schöne Lisa, süße Lisa ("Beautiful Lisa, Sweet Lisa")
- Tag und Nacht (Night and Day)
- Ungarischer Tanz Nr. 5 ("Hungarian Dance No. 5")
- Veronika, der Lenz ist da ("Veronika, Spring is here")
- Wenn die Sonja russisch tanzt ("When Sonja Dances Russian-like")
- Wenn der Wind weht über das Meer ("When The Wind Blows Over The Sea")
- Wenn ich vergnügt bin, muß ich singen ("When I'm Merry, I Must Sing")
- Whispering
- Wir sind von Kopf bis Fuß auf Liebe eingestellt ("Falling in Love Again (Can't Help It)")
- Wochenend und Sonnenschein ("Weekend and Sunshine“) / Happy Days Are Here Again